# Xylocopa orthogonaspis
Xylocopa orthogonaspis är en biart som beskrevs av Jesus Santiago Moure 2003. Xylocopa orthogonaspis ingår i släktet snickarbin, och familjen långtungebin. Inga underarter finns listade i Catalogue of Life.